# Ізба
Ізба (рос. Изба) — назва зрубного дерев'яного будинку притаманне сільській місцевості території Росії.

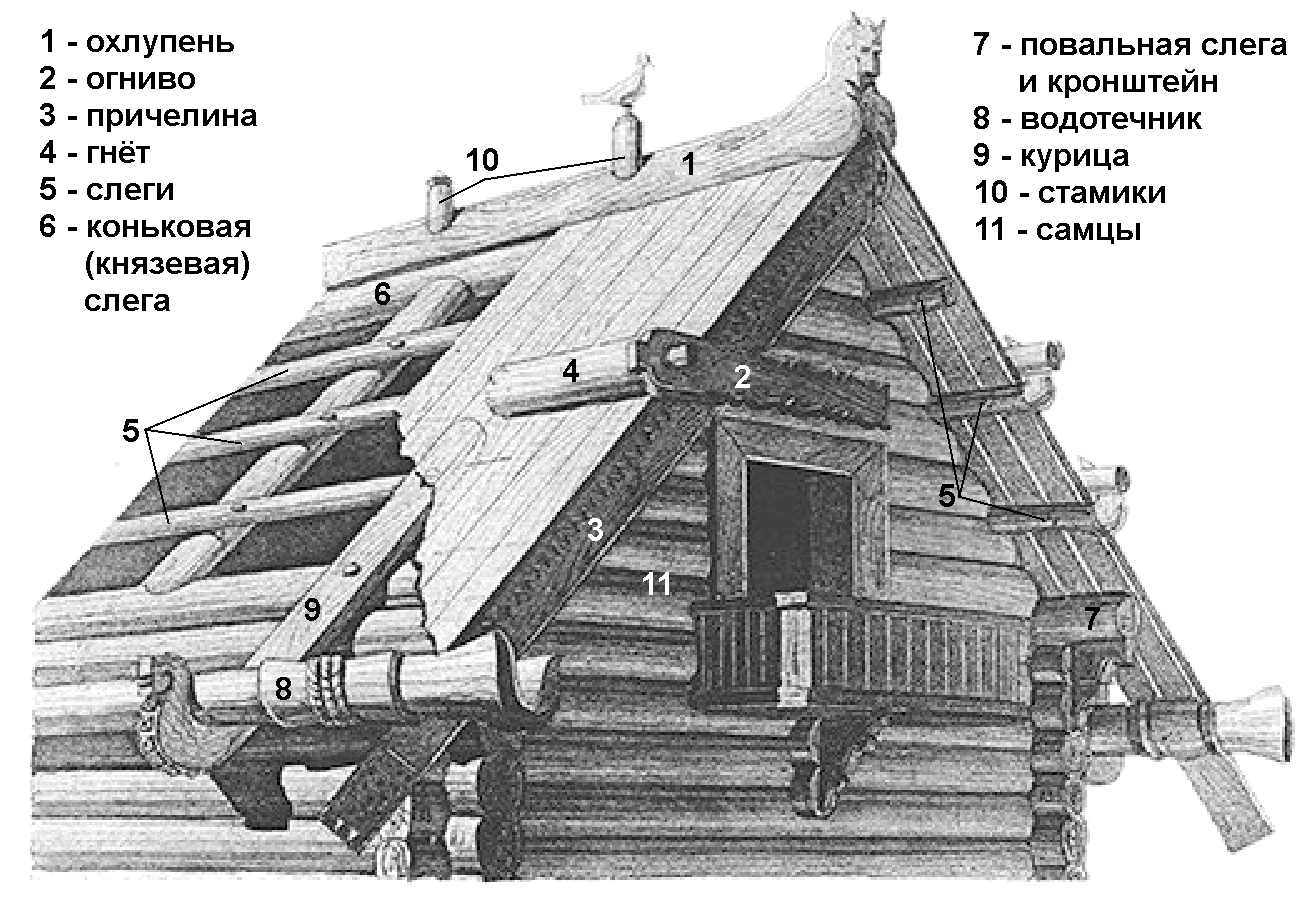
Безцвяховий дах північноросійської ізби

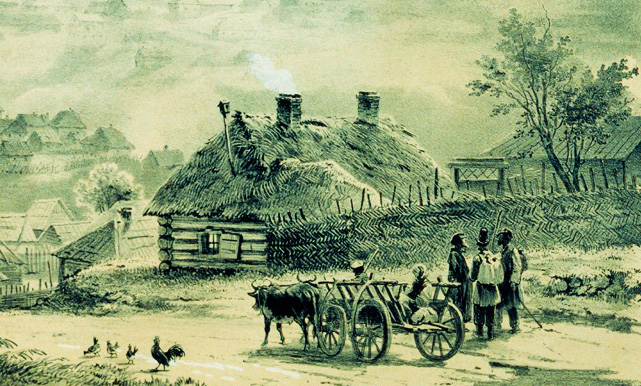
Південноросійська ізба. Воронеж, XIX ст.

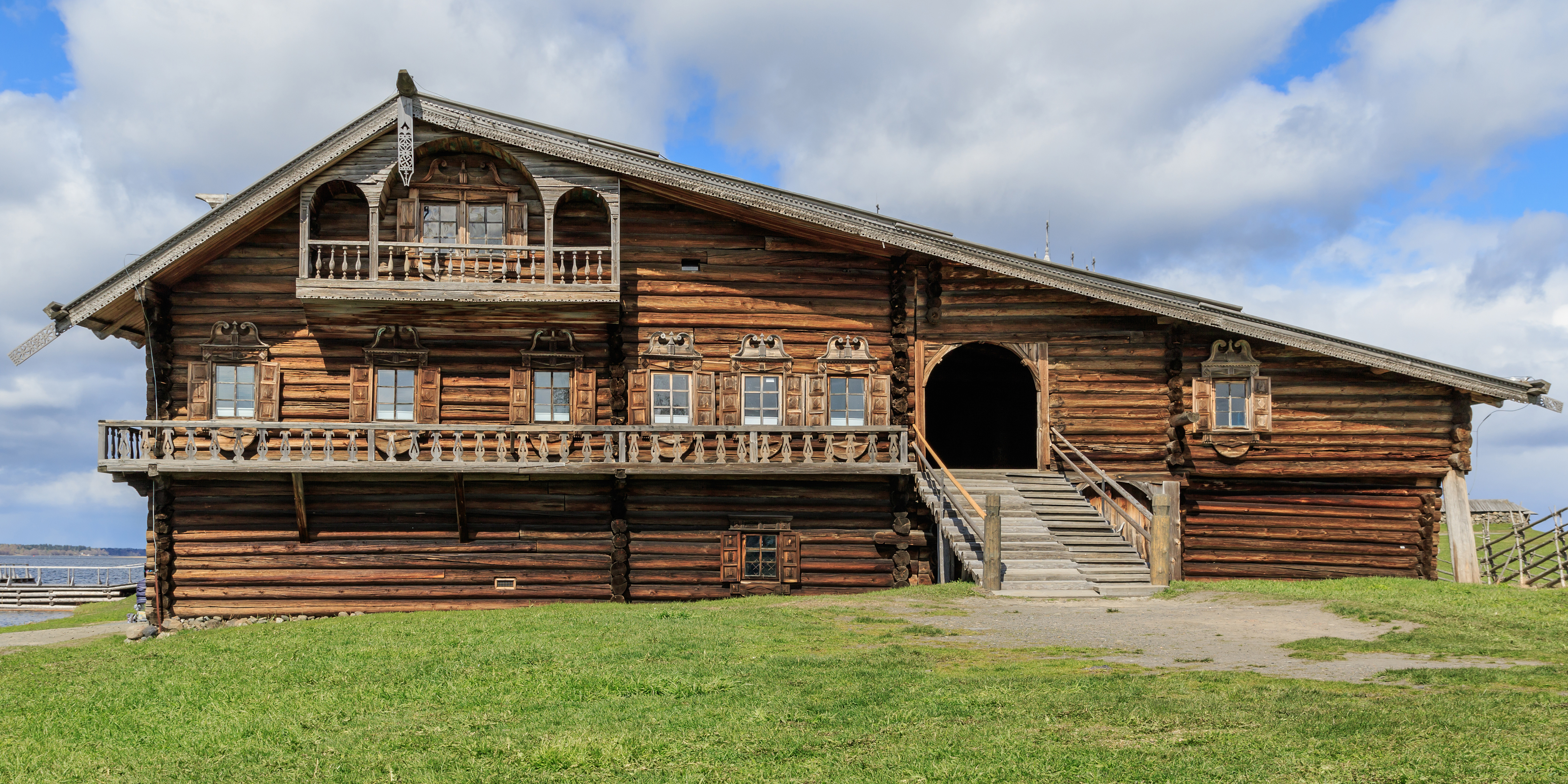
Північноросійська рублена ізба. Музей Кижі.

## Історія російських ізб
Курні ізби (житлові приміщення селянського будинку, опалювані піччю без труби — по-чорному) виникли в давнину й існували в російському селі аж до початку ХХ століття. Їх почали активно замінювати на «білі ізби» (житлові приміщення селянського будинку, опалювані російською піччю з трубою — по-білому) в селах Європейської Росії з середини XIX століття, а в Сибіру — ще раніше, з кінця XVIII століття.

## Будування російських рублених ізб
Ізби будувались з колод, які на кутах з'єднувалися різними способами — «у чашку», «у зуб» («у лапу») та ін. Нижній вінець зрубу був відомий як окладник, для захисту від гниття його могли просочувати дьогтем чи іншими гідроізолюючими речовинами. Колоди укладали просто на землю або встановлювали на каменях чи стовпчиках, утворюючи таким чином простір між ґрунтом і зрубом. Навколо влаштовували призьбу (завалинку), причому в деяких місцевостях на літній період її прибирали: для провітрювання простору під підлогою. Матеріалом для покрівлі слугував тес або дранка, лише на півдні — солома або очерет. На відміну від східноукраїнських чотирисхильних дахів, у Росії у «білих» (з димарем) хат звичайною була двосхильна покрівля, фронтони («щипці») влаштовувалися рубленими — з дедалі коротших догори колод («самців», відповідно такі дахи називалися «самцевими»).
На верхні короткі колоди фронтонів укладали поздовжній брус — князь (князьок) чи кінь (коник). Нижче коня щипці з'єднували поздовжніми латами, до яких вже прикріплювали драниці або тесини. Застосовувалася і конструкція з кроков з латами, які утворювали обрешітку двосхилого чи чотирисхилого даху. Давнішим був дах «на курицях»: до коника, поставленого на самцеві щипці, кріпили поперечні стовбури дерев з кокорами унизу — куриці; на кокори укладали поздовжні бруси — потоки. Тесини нижніми кінцями входили у пази потоків, верхніми — у пази бруса-коня. Верхні крайки дахових дощок всіх типів покрівлі закривали на гребені видовбаною колодою — охлупнем (рос. охлупень) чи шеломом, іноді з кінцем у вигляді кінської голови. Традиційним способом кріплення був безцвяховий: охлупень притискували до коника спеціальними шпонками — сороками. Торці лат, що виступали на фронтонах, могли прикривати дошками (часто вирізьбленими), які називалися причолинами (рос. причелины), а стик причолин закривати короткою вертикальною дошкою — полоте́нцем. Тесини покрівлі для запобігання зриву вітром іноді притискувалися горизонтальними балками — гнітами, кінці гнітів обох схилів зв'язувалися між собою на фронтоні поперечними дошками — огнивами[джерело не вказане 477 днів].
Планування ізби визначалося положенням печі: по діагоналі від останньої був красний кут, де висіли ікони, стояв стіл і лави; перед печею розташовувався бабин кут (чи середа), де господиня готувала їжу; по діагоналі від бабиного кута був кут з широкою лавкою («коником»), на якому зазвичай спав господар будинку і чоловіки займалися хатньою роботою. Збоку від печі зверху влаштовували полаті, для підйому на які біля печі ставили голбець. На сволоку було закріплене кільце-вертлюг, через яке проходила жердина (оцеп чи очеп) з прив'язаною на кінці колискою. Повертаючи очеп, мати переміщала колиску з немовлям у різні частини хати, залежно від того, де було місце її домашньої роботи — біля прядки, пічки та ін.
Залежно від складності планування виділяють кілька типів російських ізб:
- Чотиристінна — найпростіший тип ізби, складається з одного зрубу.
- П'ятистінна — зруб, розгороджений рубленою перегородкою.
- Шестистінна — хата з сінями посередині, з яких входи в дві половини[5].

Планування хати визначалося положенням печі: по діагоналі від останньої був красний кут, де висіли ікони, стояв стіл і лави; перед челюстями розташовувався бабин кут (чи середа), де господиня готувала їжу; по діагоналі від бабиного кута був кут з широкою лавкою («коником»), на якому зазвичай спав господар будинку і чоловіки займалися хатньою роботою. Збоку від печі зверху влаштовували полаті, для підйому на які біля печі ставили голбець.

### Регіональні особливості
Ізби північної території Росії мали високий підкліт, центральноросійські — середній і низький. На півдні Росії були поширені хати без підкліту, із земляною долівкою замість підлоги, а для утеплення по периметру робили призьби. У багатих лісом північних і центральних районах покрівля була дерев'яною (з тесу, ґонту, дранки), у лісостепових і степових південних — солом'яною.
Характерною ознакою північноросійської хати було те, що в ній під одним дахом зосереджувалося все селянське господарство — житлові приміщення, хліви, сінник, комори та ін. Приміщення, де родина мешкала цілорічно, займало від третини до половини площі хати, і поміщалося на другому поверсі — на висоті 1-1,5 м над поверхнею ґрунту. Під ним розташовувалося підпілля, куди з житлового приміщення вів люк. Для освітлення підпілля існували маленькі віконця в стінах, замість підлоги була долівка. Житлових приміщень було кілька: зимова хата (рос. зимовка), літня хата, горниця. У «зимовій» хаті стояла руська піч. Найвищий поверх називався вишкою, він міг бути доповнюватися балкончиком («виходом»).
Господарська частина хати складалася з 2-3 поверхів, нижній призначався для худоби й птиці. Збоку були ворота для худоби, дощану підлогу заміняла долівка, простір був поділений перегородками на окремі кучі з віконцями («стайки»), тут же були й сідала для курей. Верхній поверх був поділений на сінник і повіть (рос. поветь) — приміщення для реманенту. До широких (2-3 м) воріт повіті вів дерев'яний пандус з вулиці — узвіз (рос. взвоз), висотою близько 2,5—3 м.
Перед входом до хати влаштовували сіни з ґанком, до якого з вулиці вели сходи. З сіней ще одні сходи вели на другий поверх у коридор, що сполучував різні частини хати.
Виділяють три типи компоновки житлових і господарських приміщень у північноросійських хатах: «брус» — господарська і житлова частини розміщаються в одному видовженому зрубі; «глаголь» — господарський примикає до житлового під кутом, отже, будова має вигляд літери Г («глаголя»); «кошіль» — житлові і господарські приміщення знаходяться в одному величезному зрубі квадратної форми.
| | \| (рос.)Ах, какой это был дом! Одних только жилых помещений в нем было четыре: изба-зимовка, изба-летница, вышка с резным балкончиком, горница боковая. А кроме них были еще сени светлые с лестницей на крыльцо, да клеть, да поветь саженей семь в длину — на нее, бывало, заезжали на паре, — да внизу, под поветью, двор с разными стайками и хлевами. \| |
| — Ф. О. Абрамов, «Дерев'яні коні» | |
| (рос.)Ах, какой это был дом! Одних только жилых помещений в нем было четыре: изба-зимовка, изба-летница, вышка с резным балкончиком, горница боковая. А кроме них были еще сени светлые с лестницей на крыльцо, да клеть, да поветь саженей семь в длину — на нее, бывало, заезжали на паре, — да внизу, под поветью, двор с разными стайками и хлевами. | |

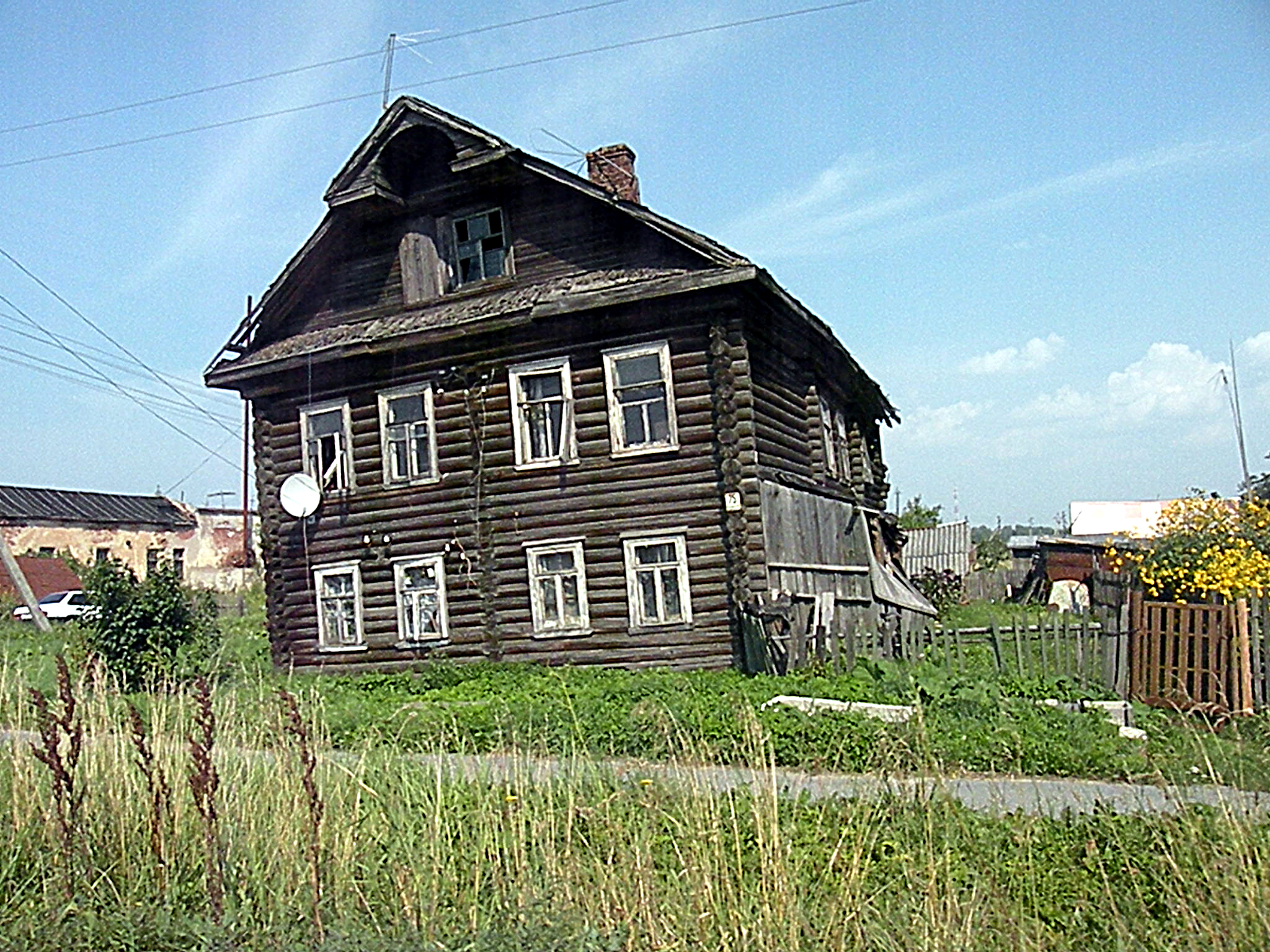
Двоповерхова ізба на шосе Петербург-Москва
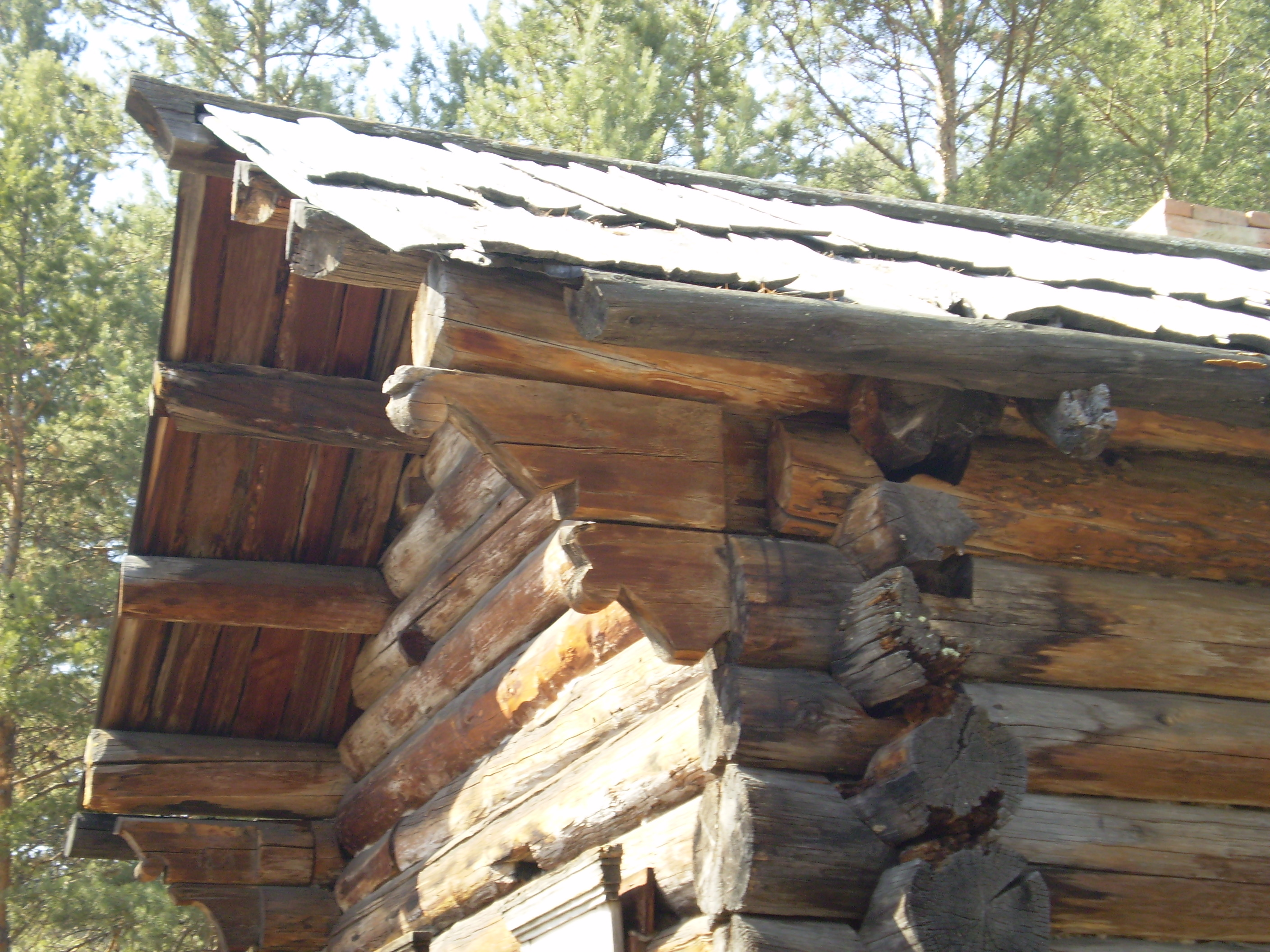
Деталь даху: кокора куриці з дерев'яним брусом-потоком
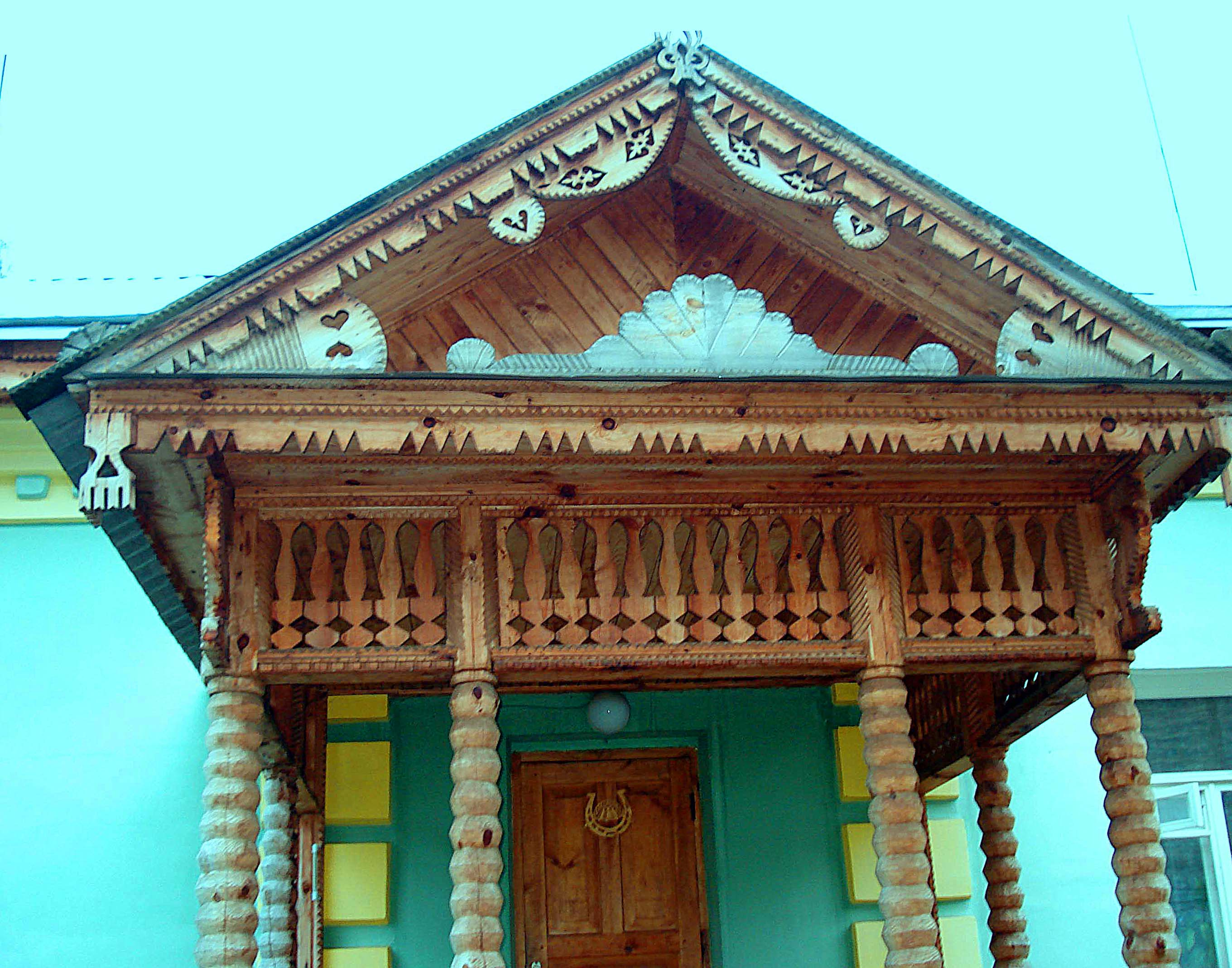
Різьблений фасад музею в Мишкіні
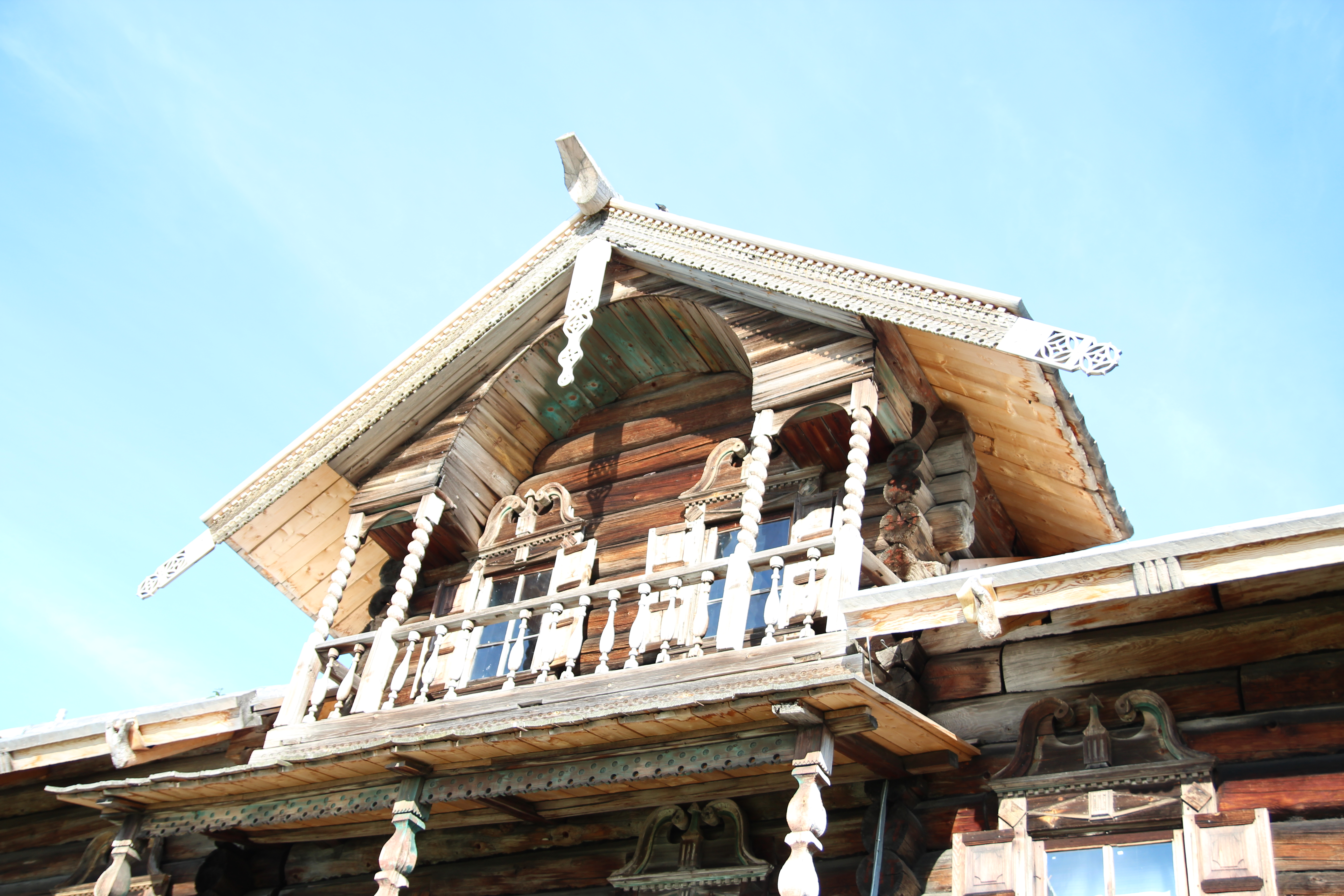
Вишка з балкончиком північноросійської ізби (музей Кижі). Фронтон прикрашений причолинами і полотенцем, зверху видно кінець охлупня.
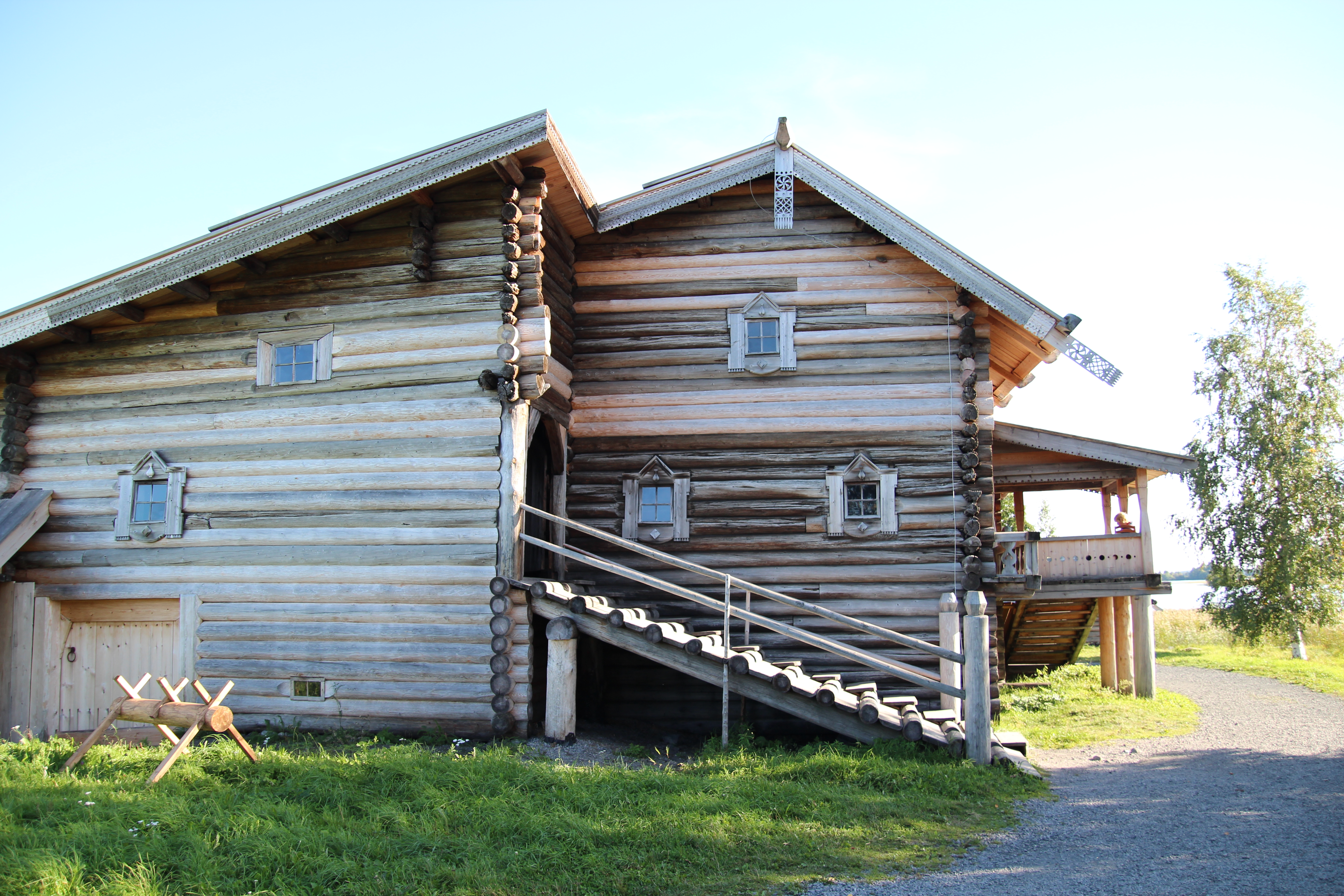
Будинок Єлізарова в Кижах. Видно дерев'яний пандус до воріт повіті, двері на нижній поверх і ґанок житлової частини.
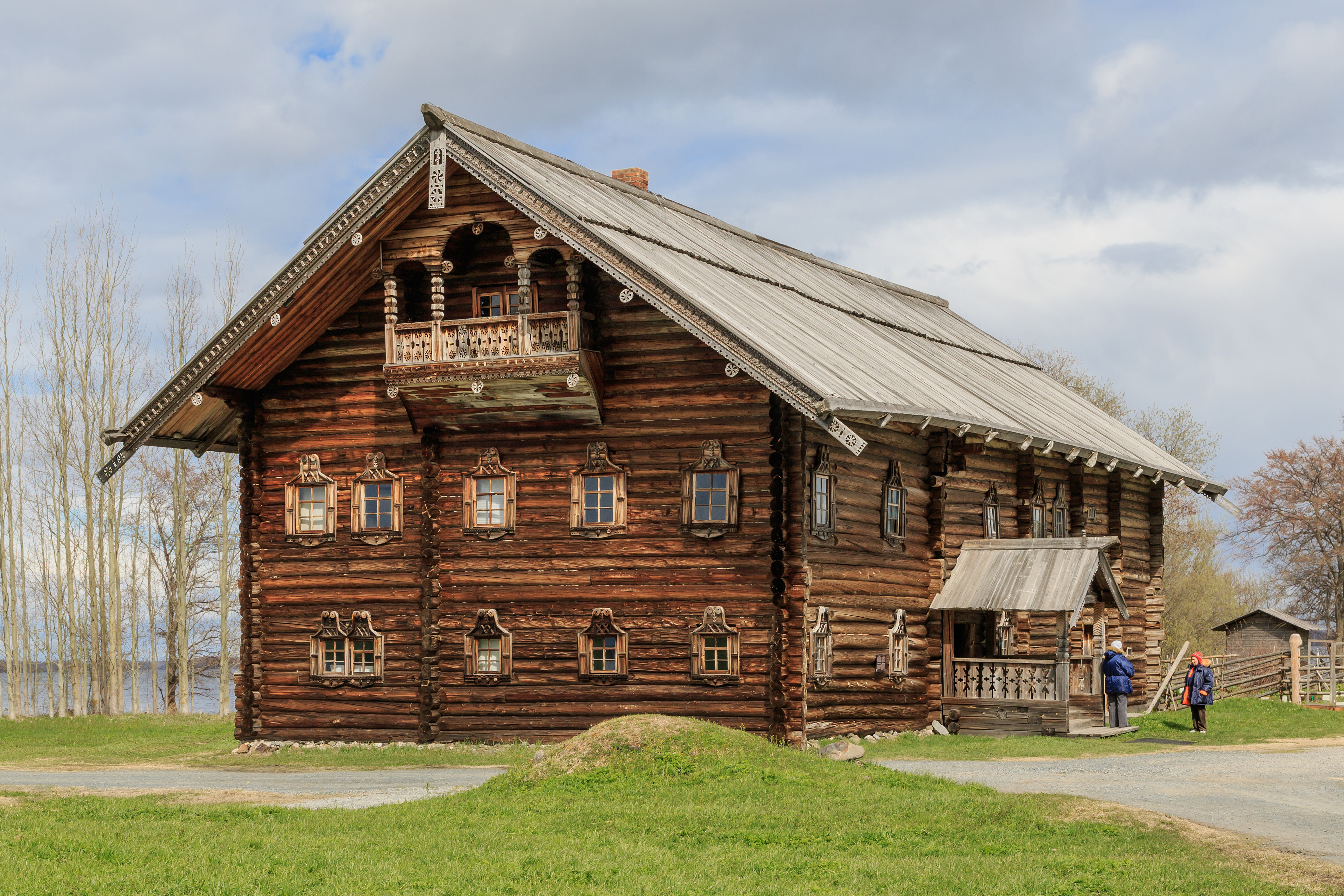
Будинок Яковлева з села Клещейла. Музей Кижі
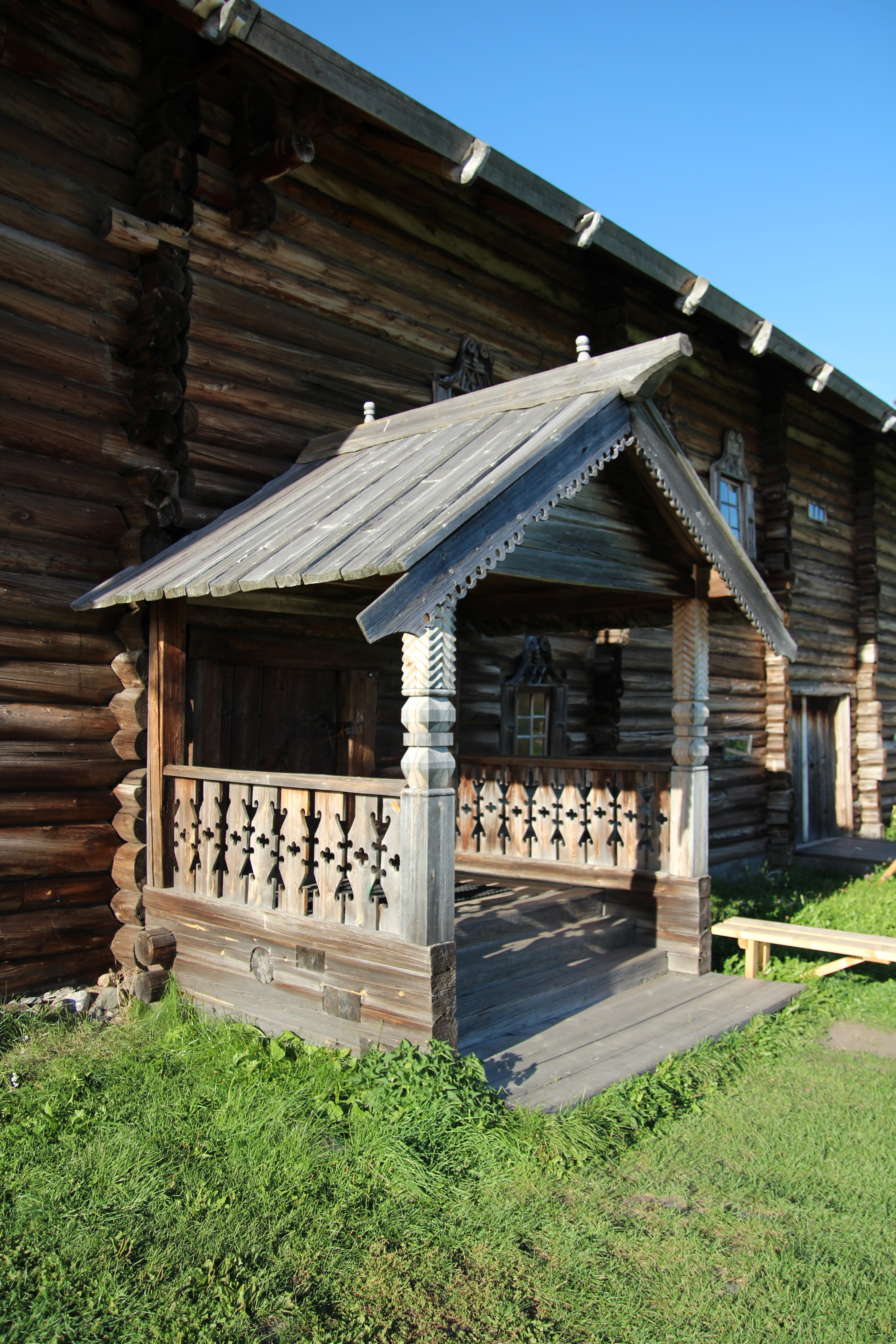
Ґанок будинку Яковлева
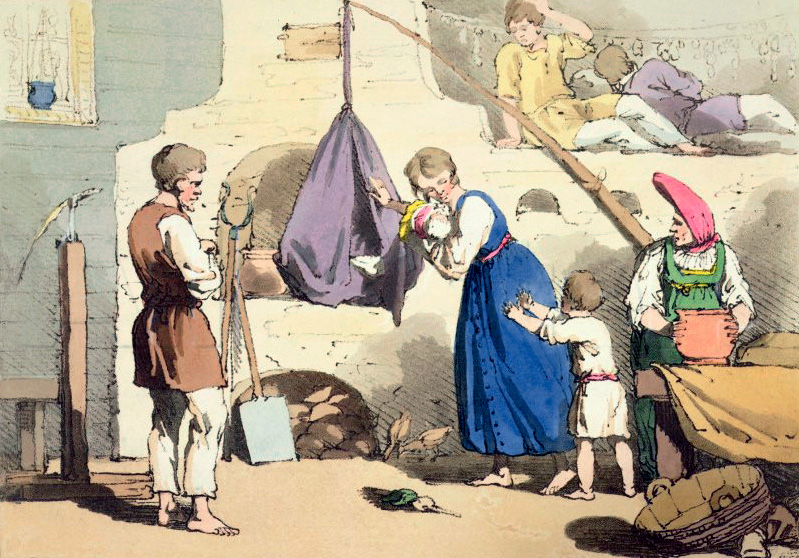
Інтер'єр російської ізби XIX ст. Малюнок Дж. Аткінсона, 1803
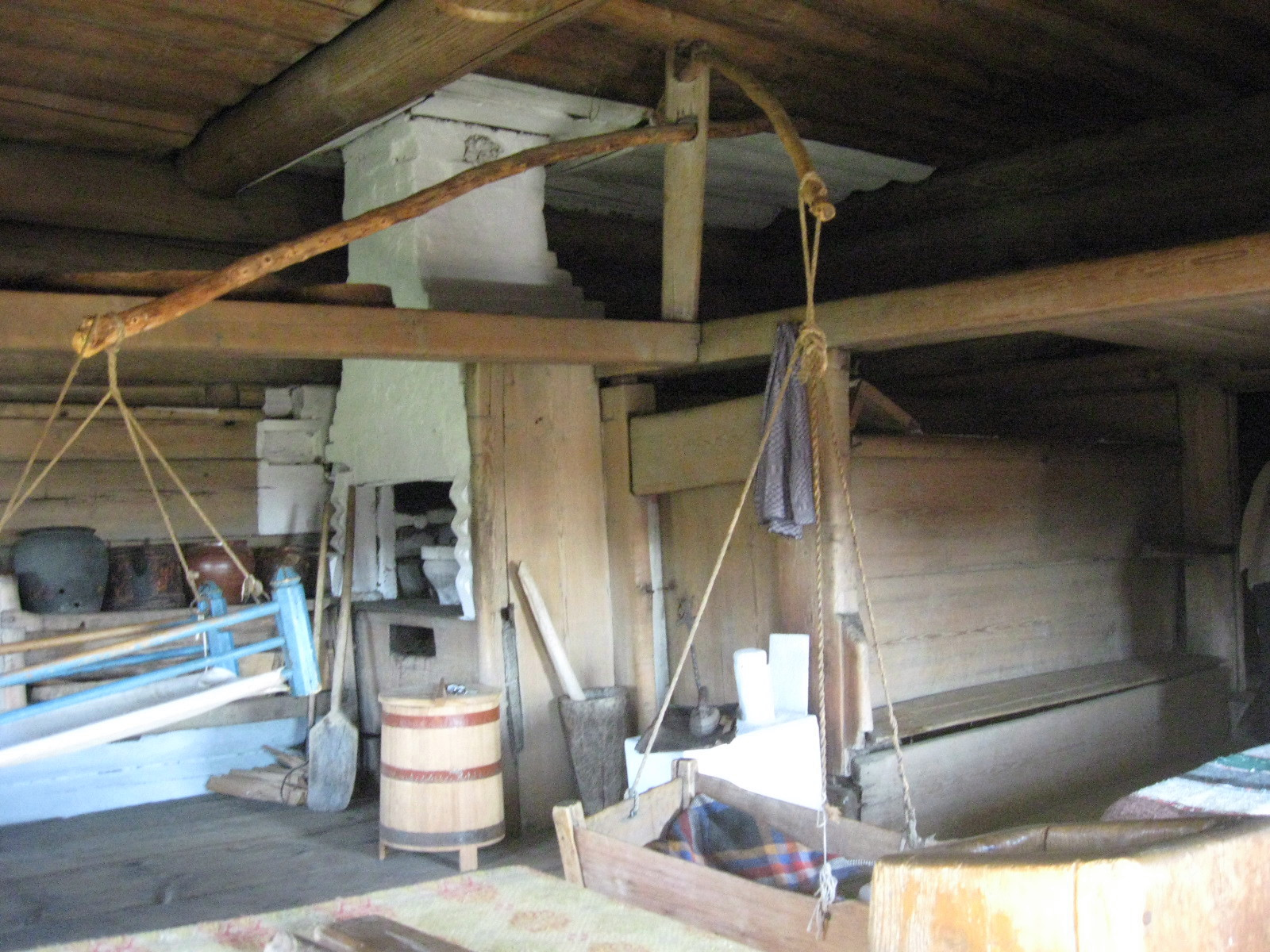
Інтер'єр російської ізби. Видно колиску на жердині, піч, піл. Свердловська обл.
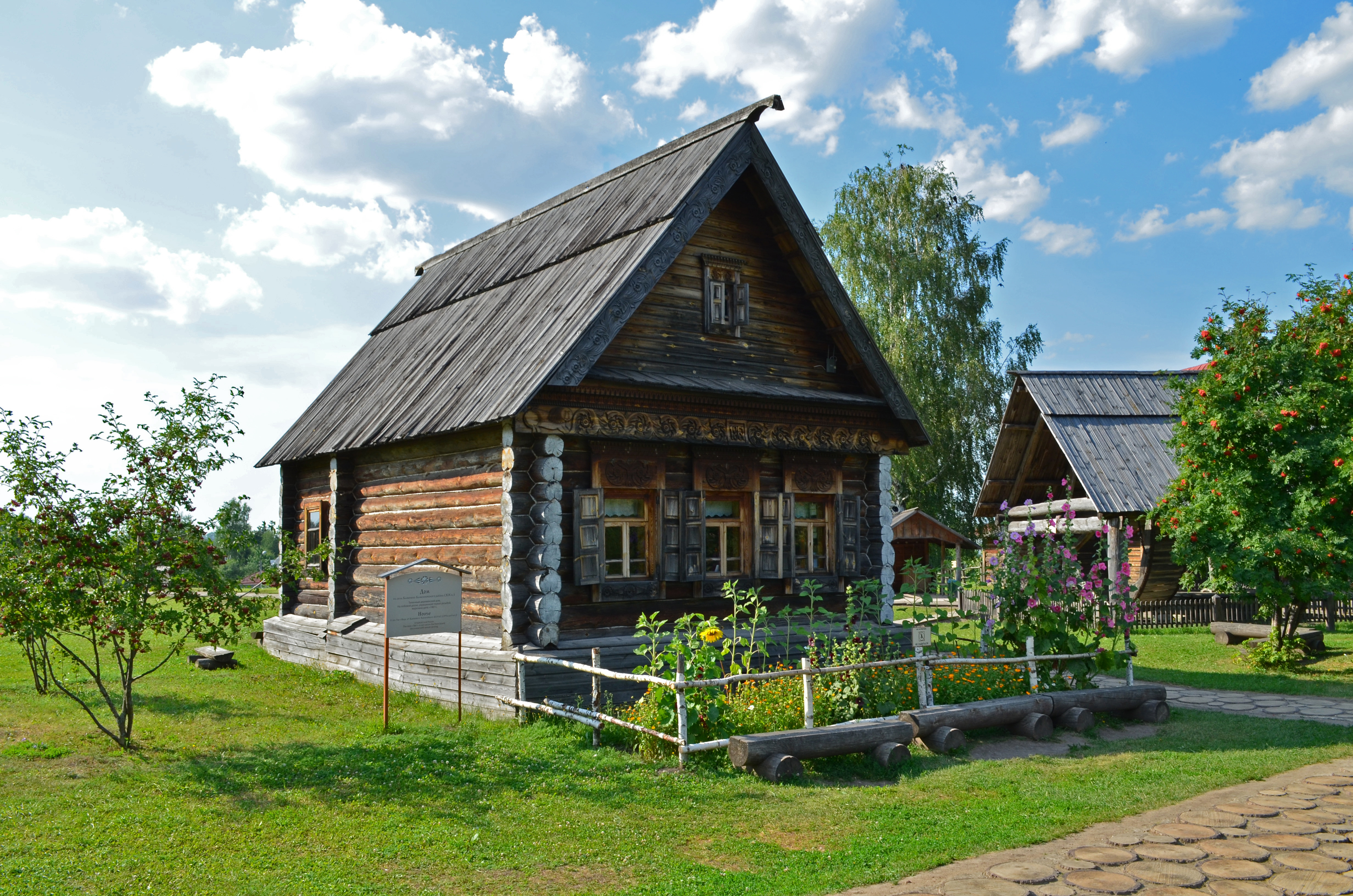
Ізба селянина-середняка з села Ількіно, Владимирська область (Суздаль). Музей дерев'яного зодчества і селянського побуту. Суздаль
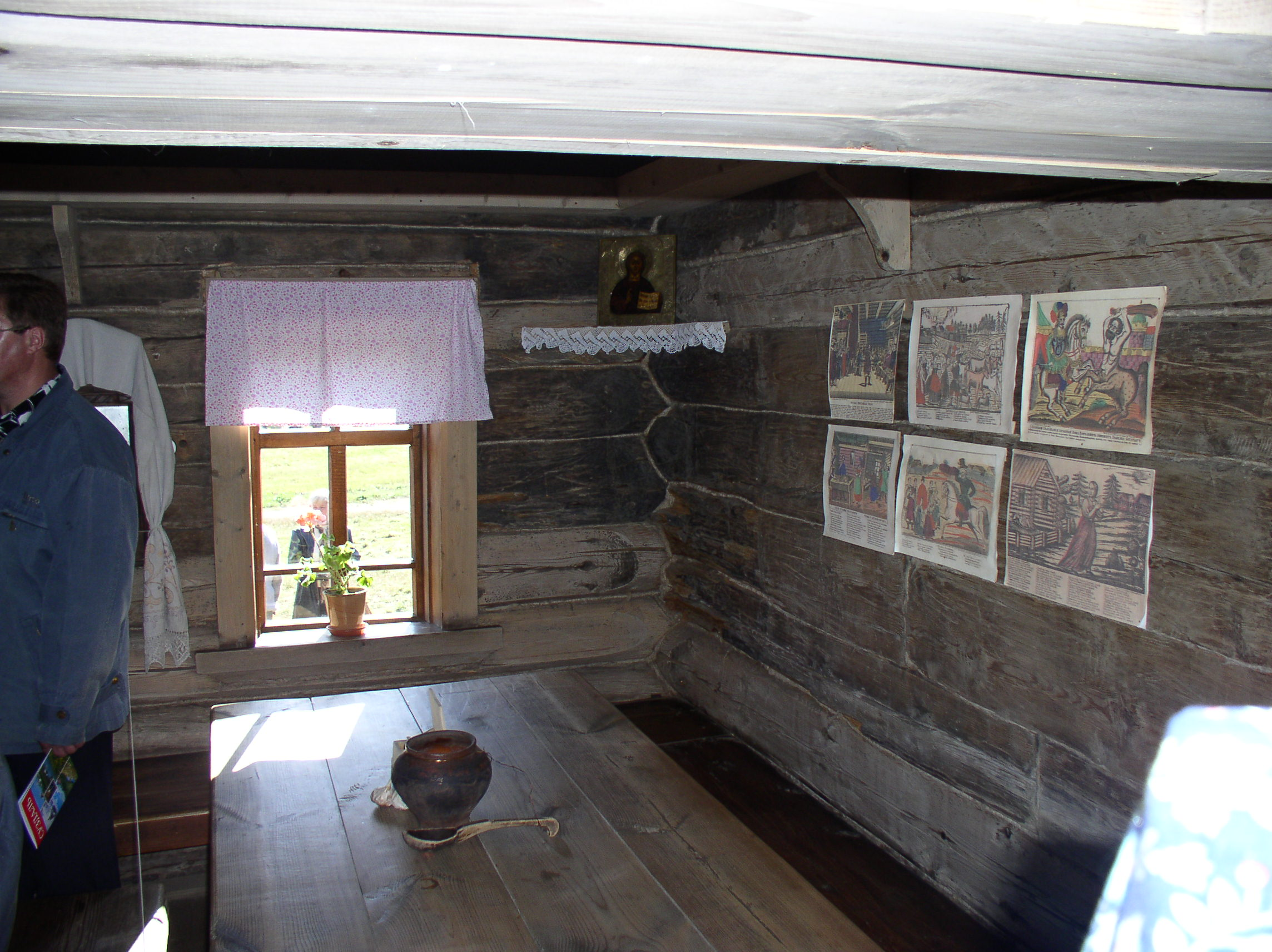
Інтер'єр ізби з села Ількіно (Суздаль)
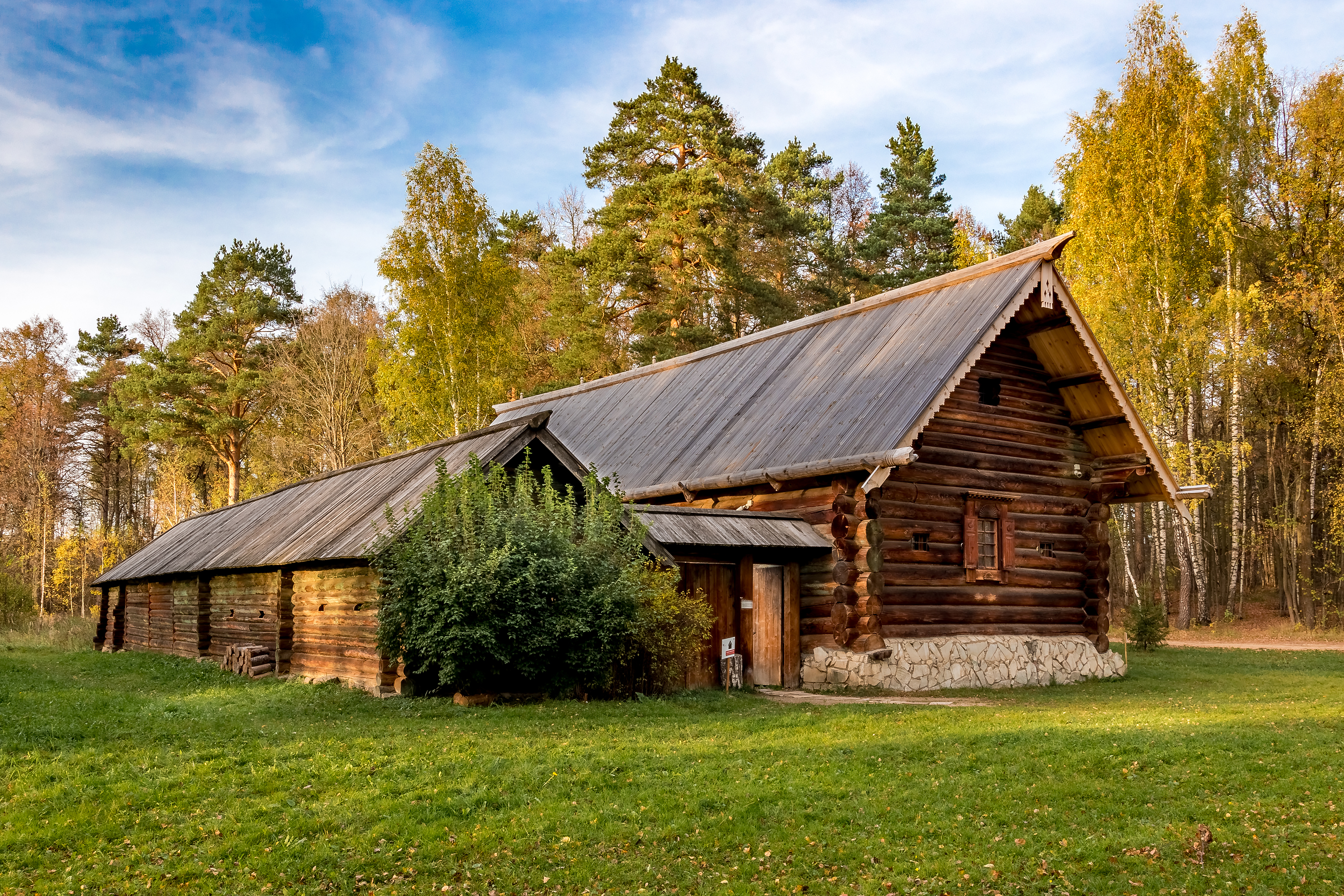
Ізба селянина Кокоріна біля стін Новоєрусалимського монастиря, Істринський район
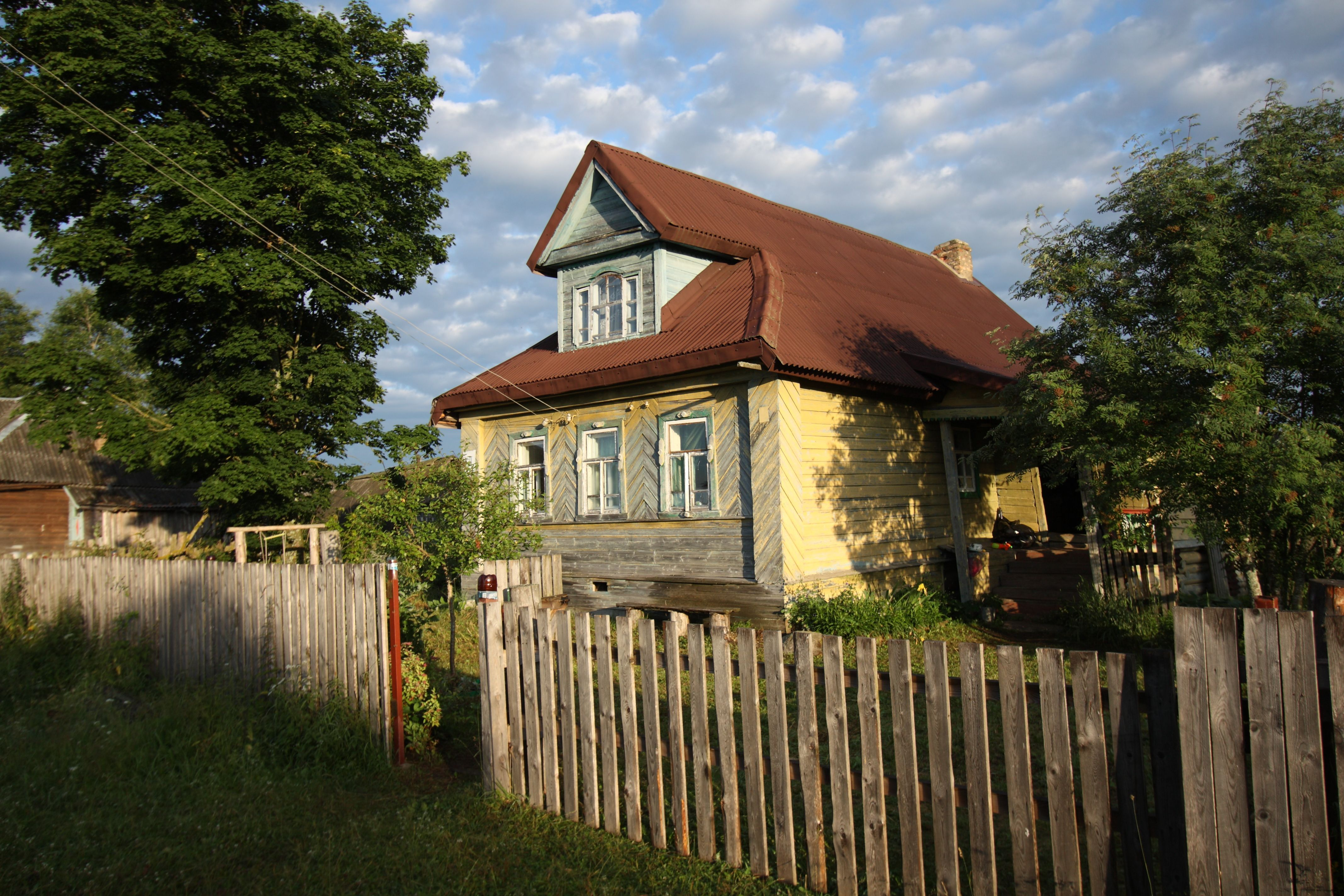
Ізба з люкарною (Тверська область) — поширений тип у Центральній Росії